# Dieter Motzkus
Dieter Motzkus (* 23. September 1937 in Königsberg, Preußen; † 6. März 2016 in Göttingen) war ein deutscher Altphilologe, Lehrer und Übersetzer aus dem Neugriechischen. 
Motzkus studierte Klassische Philologie, Philosophie und Pädagogik an der Universität Hamburg. Nach Abschluss des Studiums mit Erstem Staatsexamen und Promotion war Motzkus zunächst wissenschaftlicher Mitarbeiter am Lexikon des frühgriechischen Epos. Nach dem Referendariat in Hamburg lehrte er die Alten Sprachen und Alte Geschichte in Göttingen und an den Deutschen Auslandsschulen in Addis Abeba und Athen.
Neben verschiedenem didaktischen Material für das Neugriechische und kleineren Beiträgen ist Motzkus vor allem als Übersetzer zweier neugriechischer Romane ins Deutsche hervorgetreten.

## Schriften (Auswahl)
- Untersuchungen zum 9. Buch der Ilias unter besonderer Berücksichtigung der Phoinixgestalt. Dissertation Hamburg 1964.
- Niki Eideneier, Dieter Motzkus und Kurt Roeske: Ακούτε. Eine Einführung in das Neugriechische auf der Grundlage des Altgriechischen (Begleitheft zur Compact-Cassette). Frankfurt am Main: Diesterweg 1996, ISBN 3-425-06864-4.

Übersetzungen aus dem Neugriechischen
- Thanassis Petsalis-Diomidis: Die Glocke der Hagia Triada. Geschichte eines griechischen Dorfes von 1304 bis 1885. Books on Demand, Norderstedt 2009, (eingeschränkte Vorschau), dort S. 136 Kurzbiographie.
- Pavlos Kalligas: Thanos Vlekas. Vorwort Thomas Plaul und Dieter Motzkus. edition «Αιώρα», Athen 2014. (Roman aus der Zeit des jungen griechischen Staates)